# حاج‌علی‌لی (ترتر)
حاج‌علی‌لی (به لاتین: Hacallı) یک منطقه مسکونی در جمهوری آذربایجان است که در شهرستان ترتر واقع شده است.